# 町田久倍
町田 久倍（まちだ ひさます）は、戦国時代から安土桃山時代にかけての武将。薩摩国島津氏の家老。町田氏18代当主。

## 略歴
永禄11年（1568年）、大口城の相良氏・菱刈氏の連合軍を攻めた際、久倍は菱刈家臣の有屋田源四郎を討ち取る武功を上げた。天正3年（1575年）に琉球王国よりの使節が来訪した際は、犬追物を披露する役に選出されている。また、この頃に伊集院（現・鹿児島県日置市伊集院町）の地頭にも任じられ、天正6年（1578年）の耳川の戦いや、同9年（1581年）相良氏の水俣城攻めなどにも参加、同13年（1585年）に島津義弘の三男忠恒が元服する際には、16代島津義久によりその理髪役を仰せ付かっている。
その後は島津義弘に従い八代に在陣し、九州制覇に向け貢献するも天正15年（1587年）に豊臣秀吉が行った九州征伐により島津氏は敗れ、義久は泰平寺（鹿児島県薩摩川内市）にて秀吉と和睦を結び、名を龍伯と改めた。義久は上洛し聚楽城にて改めて臣従の意を示したが、その際に久倍は嫡子忠綱と二男久幸を連れ義久の供をしている。
久倍は忠良・貴久・義久・義弘四代に仕え義久・義弘の代には家老職を務めたが、慶長5年8月28日に大病により播州明石浦にて没した。名跡は、嫡男の忠綱が文禄・慶長の役の際に朝鮮国唐島（巨済島）にて死去していたため、肥後氏の養子となっていた久幸が忠綱の養子として継いだ。

## 系譜
町田氏（石谷氏）
島津氏2代当主島津忠時の七男は忠経で常陸守を称した。忠経の三男である忠光が町田氏の祖となる人物である。その後島津氏9代当主の島津忠国が町田高久に元々伊集院氏領であった石谷（現在の鹿児島市石谷町）の地を与えた。この件を発端として町田高久が伊集院煕久に殺害される事件が発生し、伊集院氏は島津氏より追放され、町田氏は再び石谷の地を領有することとなる。久倍の代になり菱刈氏討伐の功により菱刈市山地頭となり、石谷を離れるが、天正6年に伊集院地頭となり再び石谷を領する。町田氏は領地名から石谷氏とも呼ばれることもある。なお、『本藩人物誌』では、町田高久の代より石谷を号し、久倍より町田に復したと記されている。

### 家族・子孫
- 父： 町田久徳
- 母： 伊集院久盈の娘

私財を投じて美術品を収集し東京帝室博物館（東京国立博物館）の設立提唱者でありまた初代館長となった町田久成は直系の子孫である。